# 14 Dywizja Kawalerii (RFSRR)
14 Dywizja Kawalerii (ros. 14-я кавалерийская дивизия) – związek taktyczny kawalerii Armii Czerwonej okresu wojny domowej w Rosji i wojny polsko-bolszewickiej.

## Formowanie i walki
Została sformowana na przełomie stycznia i lutego 1920, w dużej części z ochotników, i weszła w skład 1 Armii Konnej Siemiona Budionnego. Brała udział w walkach z Siłami Zbrojnymi Południa Rosji Antona Denikina. Od maja 1920 walczyła z oddziałami polskimi. Uczestniczyła w przerwaniu frontu polskiego pod Samhorodkiem. Walczyła w bitwach pod Równem i pod Brodami – Beresteczkiem. 14 sierpnia pobiła polską 1 Dywizję Jazdy pod Chołojowem. Pokonana pod Zamościem i Komarowem, nie odgrywała większej roli na froncie.

## Żołnierze dywizji
Dowódcy dywizji
- Grigorij Maslakow (30 stycznia–10 marca 1920 r.)
- Jakow Lewda (p.o. 10–27 marca 1920 r.)
- Aleksiej Polakow (p.o. 27 marca – 21 kwietnia 1920)
- Aleksandr Parchomienko (od 21 IV 1920 – 3 I 1921)[1]

Komisarze
- German Bugaj (26 lutego – 16 marca 1920)
- Jakow Blioch (16 marca – 23 kwietnia 1920)
- Grigorij Dżian (23 kwietnia – 29 czerwca 1920)
- Winokurow (29 czerwca – 3 sierpnia 1920)
- Rawikowicz (3 – 21 sierpnia 1920)
- Jefim Lewin (p.o. 21 sierpnia – 17 grudnia 1920)
- Dmitrij Suszkin (17 grudnia 1920 – ?)

## Struktura organizacyjna
Organizacja dywizji w okresie I fazy walk na Ukrainie:
Dowództwo 14 Dywizji Kawalerii
- 1 Brygada Jazdy 14 DK
  - 79 pułk kawalerii
  - 80 pułk kawalerii
- 2 Brygada Jazdy 14 DK
  - 81 pułk kawalerii
  - 82 pułk kawalerii
- 3 Brygada Jazdy 14 DK
  - 83 pułk kawalerii
  - 84 pułk kawalerii